# Dhamja
Dhamja (en népalais : धम्जा) est un comité de développement villageois du Népal situé dans le district de Baglung. Au recensement de 2011, il comptait 2 494 habitants.